# Liste des planètes mineures et comètes explorées par une sonde spatiale
Cet article recense les planètes mineures et les comètes ayant été visitées par une sonde spatiale.

## Planètes mineures

### Explorations effectuées
| Planète mineure                   | Planète mineure | Planète mineure           | Planète mineure               | Planète mineure | Sonde spatiale   | Sonde spatiale | Sonde spatiale | Sonde spatiale                                | Sonde spatiale | Réf.   |
| Nom                               | Image           | Dimensions                | Groupe                        | Type            | Nom              | Agence         | Année          | Opération                                     | Remarques | Réf.   |
| --------------------------------- | --------------- | ------------------------- | ----------------------------- | --------------- | ---------------- | -------------- | -------------- | --------------------------------------------- | --- | ------ |
| (951) Gaspra                      |                 | 18,2 × 10,5 × 8,9 km      | Ceinture principale           | S               | Galileo          | NASA           | 1991           | Survol                                        | Premier astéroïde visité par une sonde spatiale. | [ 1 ]  |
| (243) Ida et Dactyle              |                 | 59,8 × 25,4 × 18,6 km     | Ceinture principale           | S               | Galileo          | NASA           | 1993           | Survol                                        | Découverte de la lune Dactyle ; premier astéroïde avec une lune visité par une sonde spatiale.                                                                                      | [ 2 ]  |
| (253) Mathilde                    |                 | 66 × 48 × 46 km           | Ceinture principale           | C               | NEAR Shoemaker   | NASA           | 1997           | Survol                                        | | [ 3 ]  |
| (433) Éros                        |                 | 34,4 × 11,2 × 11,2 km     | Géocroiseur / Amor            | S               | NEAR Shoemaker   | NASA           | 1998           | Orbite + atterrissage                         | Survol en 1998 ; orbite en 2000 ; atterrissage en 2001 ; première orbite et premier atterrissage sur un astéroïde ; premier astéroïde géocroiseur visité par une sonde spatiale.    | [ 4 ]  |
| (9969) Braille                    |                 | 2,1 × 1 × 1 km            | Aréocroiseur                  | Q               | Deep Space 1     | NASA           | 1999           | Survol                                        | Survol suivi par le survol de la comète 19P/Borrelly ; dysfonctionnement de la caméra lors du passage au plus proche de l'astéroïde.                                                | [ 5 ]  |
| (5535) Annefrank                  |                 | 6,6 × 5,0 × 3,4 km        | Ceinture principale           | S               | Stardust         | NASA           | 2002           | Survol                                        | | [ 6 ]  |
| (25143) Itokawa                   |                 | 535 × 294 × 209 m         | Géocroiseur / Apollon         | S               | Hayabusa         | JAXA           | 2005           | Orbite + atterrissage + retour d'échantillons | Atterrissage ; retour sur Terre d'échantillons en 2010 ; première mission de retour d'échantillons depuis un astéroïde ; premier astéroïde visité par une autre agence que la NASA. | [ 7 ]  |
| (2867) Šteins                     |                 | 6,83 × 5,70 × 4,42 km     | Ceinture principale           | E               | Rosetta          | ESA            | 2008           | Survol                                        | Premier astéroïde visité par l'Agence spatiale européenne. | [ 8 ]  |
| (21) Lutèce                       |                 | 121 × 101 × 75 km         | Ceinture principale           | M               | Rosetta          | ESA            | 2010           | Survol                                        | | [ 9 ]  |
| (4) Vesta                         |                 | 573 × 557 × 446 km        | Ceinture principale           | V               | Dawn             | NASA           | 2011           | Orbite                                        | Orbite en 2011 ; départ en 2012 pour (1) Cérès. | [ 10 ] |
| (4179) Toutatis                   |                 | 4,75 × 1,95 × 1,95 km     | Géocroiseur / Apollon         | S               | Chang'e 2        | CNSA           | 2012           | Survol                                        | Premier astéroïde visité par une sonde chinoise. | [ 11 ] |
| (1) Cérès                         |                 | 940 km (diamètre moyen)   | Ceinture principale           | C               | Dawn             | NASA           | 2015           | Orbite                                        | Première planète naine visitée. | [ 12 ] |
| (134340) Pluton et ses satellites |                 | 2 377 km (diamètre moyen) | Ceinture de Kuiper / Plutino  |                 | New Horizons     | NASA           | 2015           | Survol                                        | Premier objet transneptunien visité. | [ 13 ] |
| (162173) Ryugu                    |                 | 1,0 × 0,9 × 0,9 km        | Géocroiseur / Apollon         | C               | Hayabusa 2       | JAXA           | 2018           | Orbite + atterrissage + retour d'échantillons | Orbite en 2018 ; atterrissage et collecte d'échantillons en 2019 ; retour sur Terre des échantillons en 2020.                                                                       | [ 14 ] |
| (101955) Bénou                    |                 | 565 × 535 × 508 m         | Géocroiseur / Apollon         | B               | OSIRIS-REx       | NASA           | 2018           | Orbite + atterrissage + retour d'échantillons | Arrivée en 2018 ; orbite en 2019 ; retour sur Terre d'échantillons en 2023. | [ 15 ] |
| (486958) Arrokoth                 |                 | 36 × 20 × 10 km           | Ceinture de Kuiper / Cubewano |                 | New Horizons     | NASA           | 2019           | Survol                                        | Actuellement l'objet le plus lointain visité par une sonde spatiale. | [ 16 ] |
| (65803) Didymos et Dimorphos      |                 | 851 × 849 × 620 m         | Géocroiseur / Apollon         | S               | DART / LICIACube | NASA ASI       | 2022           | Survol + impact sur Dimorphos                 | Évaluation de l'utilisation d'un impacteur cinétique pour la déviation des astéroïdes.                                                                                              | [ 17 ] |
| (152830) Dinkinesh et Selam       |                 | ~ 790 m                   | Ceinture principale           | S               | Lucy             | NASA           | 2023           | Survol                                        | Découverte du satellite Selam. | [ 18 ] |
| (52246) Donaldjohanson            |                 | ~ 3,9 km                  | Ceinture principale           | C               | Lucy             | NASA           | 2025           | Survol                                        | | [ 19 ] |

### Explorations planifiées
| Planète mineure                   | Planète mineure                                     | Planète mineure | Sonde spatiale | Sonde spatiale | Sonde spatiale | Sonde spatiale                                | Sonde spatiale                                          |
| Nom                               | Groupe                                              | Type            | Nom            | Agence         | Année          | Opération                                     | Remarques                                               |
| --------------------------------- | --------------------------------------------------- | --------------- | -------------- | -------------- | -------------- | --------------------------------------------- | ------------------------------------------------------- |
| (469219) Kamoʻoalewa              | Géocroiseur / Apollon (quasi-satellite de la Terre) |                 | Tianwen 2      | CNSA           | 2025           | Orbite + atterrissage + retour d'échantillons |                                                         |
| (65803) Didymos et Dimorphos      | Géocroiseur / Apollon                               | S               | Hera           | NASA           | 2026           | Orbite                                        | Étude de l'impact 4 ans plus tôt par DART sur Dimorphos |
| (98943) 2001 CC21                 | Géocroiseur / Apollon                               | S               | Hayabusa 2     | JAXA           | 2026           | Survol                                        |                                                         |
| (3548) Eurybate et Queta          | Troyen de Jupiter (camp grec)                       |                 | Lucy           | NASA           | 2027           | Survol                                        |                                                         |
| (15094) Polymèle et son satellite | Troyen de Jupiter (camp grec)                       |                 | Lucy           | NASA           | 2027           | Survol                                        |                                                         |
| (11351) Leucos                    | Troyen de Jupiter (camp grec)                       |                 | Lucy           | NASA           | 2028           | Survol                                        |                                                         |
| (21900) Oros                      | Troyen de Jupiter (camp grec)                       |                 | Lucy           | NASA           | 2028           | Survol                                        |                                                         |
| (16) Psyché                       | Ceinture principale                                 | M               | Psyché         | NASA           | 2029           | Orbite                                        |                                                         |
| (99942) Apophis                   | Géocroiseur / Aton                                  |                 | OSIRIS-REx     | NASA           | 2029           | Orbite                                        |                                                         |
| (3200) Phaéton                    | Géocroiseur / Apollon                               | B               | DESTINY+       | JAXA           | 2029           | Survol                                        |                                                         |
| 1998 KY26                         | Géocroiseur / Apollon                               |                 | Hayabusa 2     | JAXA           | 2031           |                                               |                                                         |
| (617) Patrocle et Ménétios        | Troyen de Jupiter (camp troyen)                     |                 | Lucy           | NASA           | 2033           | Survol                                        |                                                         |

## Comètes

### Explorations effectuées
| Comète                         | Comète   | Sonde spatiale              | Sonde spatiale   | Sonde spatiale | Sonde spatiale                                    | Sonde spatiale |
| Nom                            | Image    | Nom                         | Agence           | Année          | Opération                                         | Remarques |
| ------------------------------ | -------- | --------------------------- | ---------------- | -------------- | ------------------------------------------------- | --- |
| 21P/Giacobini–Zinner           |          | ICE                         | NASA, ESA        | 1985           | Survol                                            | Première comète visitée par une sonde spatiale. |
| 1P/Halley                      |          | Vega 1                      | Union soviétique | 1986           | Survol                                            | Vega 1, Vega 2, Suisei, Sakigake et Giotto constituent l'« armada de Halley ». Les premières image d'un noyau cométaire sont prises par Giotto qui s'en approche à 596 km.    |
| 1P/Halley                      | Vega 2   | Union soviétique            | 1986             | Survol         |                                                   | Vega 1, Vega 2, Suisei, Sakigake et Giotto constituent l'« armada de Halley ». Les premières image d'un noyau cométaire sont prises par Giotto qui s'en approche à 596 km.    |
| 1P/Halley                      | Suisei   | ISAS                        | 1986             | Survol         |                                                   | Vega 1, Vega 2, Suisei, Sakigake et Giotto constituent l'« armada de Halley ». Les premières image d'un noyau cométaire sont prises par Giotto qui s'en approche à 596 km.    |
| 1P/Halley                      | Sakigake | ISAS                        | 1986             | Survol         |                                                   | Vega 1, Vega 2, Suisei, Sakigake et Giotto constituent l'« armada de Halley ». Les premières image d'un noyau cométaire sont prises par Giotto qui s'en approche à 596 km.    |
| 1P/Halley                      | Giotto   | ESA                         | 1986             | Survol         |                                                   | Vega 1, Vega 2, Suisei, Sakigake et Giotto constituent l'« armada de Halley ». Les premières image d'un noyau cométaire sont prises par Giotto qui s'en approche à 596 km.    |
| 1P/Halley                      | ICE      | NASA, ESA                   | 1986             | Survol         |                                                   | |
| 26P/Grigg–Skjellerup           |          | Giotto                      | ESA              | 1992           | Survol                                            | Aucune photo n'a pu être prise par suite de l'endommagement de l'objectif par l'impact de poussières reçues lors du survol de la comète de Halley.                            |
| 19P/Borrelly                   |          | Deep Space 1                | NASA             | 2001           | Survol                                            | |
| 81P/Wild                       |          | Stardust                    | NASA             | 2004           | Survol + retour d'échantillons                    | Retour sur Terre d'échantillons en 2006. |
| 9P/Tempel                      |          | Deep Impact                 | NASA             | 2005           | Survol + impact                                   | Largue un impacteur de 400 kg qui créé un cratère d'impact d'environ 30 m de diamètre.                                                                                        |
| 9P/Tempel                      | Stardust | NASA                        | 2011             | Survol         | Observe le cratère d'impact créé par Deep Impact. | |
| 103P/Hartley                   |          | Deep Impact (mission EPOXI) | NASA             | 2010           | Survol                                            | |
| 67P/Tchourioumov-Guérassimenko |          | Rosetta et Philae           | ESA              | 2014           | Orbite, atterrissage                              | Première orbite autour d'une comète en 2014 ; premier atterrissage sur une comète par l'atterrisseur Philae ; la sonde termine sa mission en se posant sur la comète en 2016. |

### Explorations planifiées
| Comète         | Sonde spatiale | Sonde spatiale | Sonde spatiale | Sonde spatiale | Sonde spatiale   |
| Nom            | Nom            | Agence         | Année          | Opération      | Remarques        |
| -------------- | -------------- | -------------- | -------------- | -------------- | ---------------- |
| 311P/PANSTARRS | Tianwen 2      | CNSA           | 2032           | Orbite         | Astéroïde actif. |